# Chasmatophyllum
Genre
Classification phylogénétique
Chasmatophyllum est un genre de plantes de la famille des Aïzoacées.

## Liste des espèces
- Chasmatophyllum braunsii
- Chasmatophyllum granulata
- Chasmatophyllum musculinum